# Luehdorfia
Luehdorfia är ett släkte av fjärilar. Luehdorfia ingår i familjen riddarfjärilar.
Kladogram enligt Catalogue of Life:
| Luehdorfia | \| \| Luehdorfia chinensis \| \| \| \| \| \| Luehdorfia japonica \| \| \| \| \| \| Luehdorfia longicaudata \| \| \| \| \| \| Luehdorfia puziloi \| \| \| \| |
|            | \| \| Luehdorfia chinensis \| \| \| \| \| \| Luehdorfia japonica \| \| \| \| \| \| Luehdorfia longicaudata \| \| \| \| \| \| Luehdorfia puziloi \| \| \| \| |
|            | Luehdorfia chinensis |
|            | |
|            | Luehdorfia japonica |
|            | |
|            | Luehdorfia longicaudata |
|            | |
|            | Luehdorfia puziloi |
|            | |

## Bildgalleri

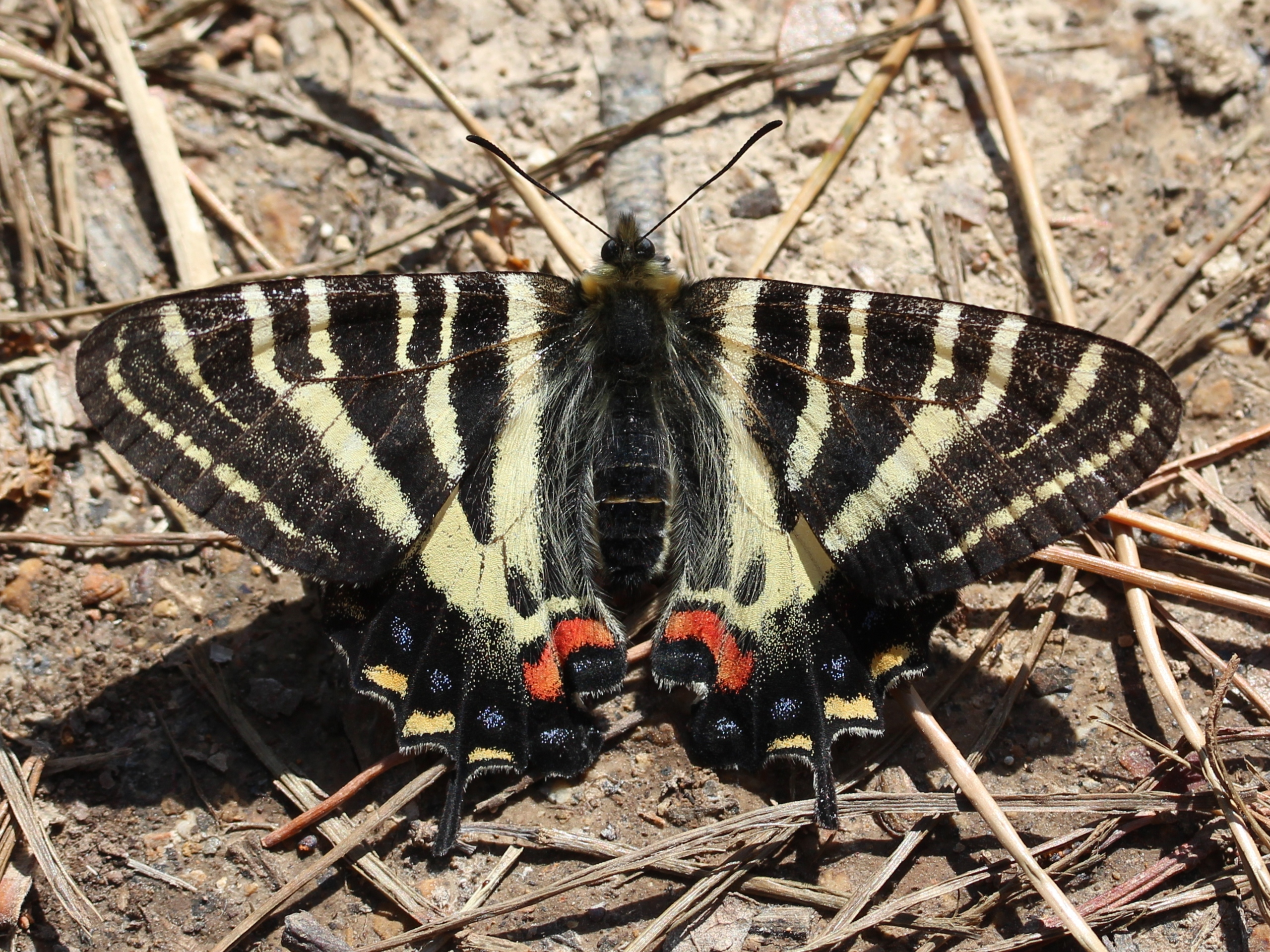
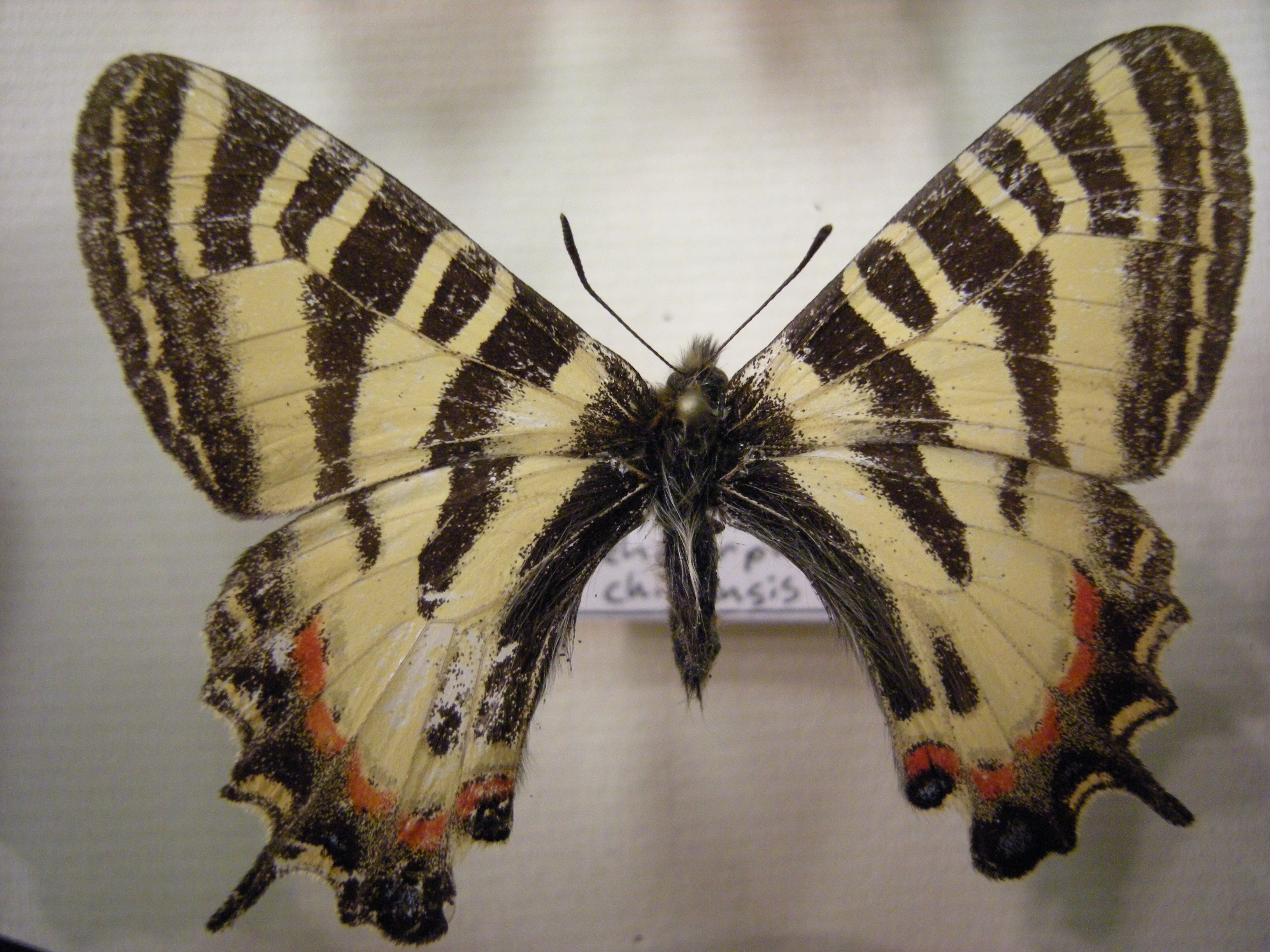